# The Bachelor's Baby, or How It All Happened
The Bachelor's Baby, or How It All Happened è un cortometraggio muto del 1913 diretto da Van Dyke Brooke.

## Trama
Rimasta vedova ancora molto giovane, con un bambino da accudire, Ethel Wynne vive insieme alla sua vecchia tata, Hester O'Brien, una lavandaia. Ethel lavora duramente: di giorno fa la commessa in un negozio di giocattoli, di sera stira e fa i lavori domestici, mentre Hester si prende cura del piccolo. Un giorno, al negozio, capita Harley Clarke: ricco scapolo, vuole festeggiare il proprio compleanno regalando dei giocattoli a un gruppo di ragazzini poveri che ha visto guardare con avidità le vetrine. Notando la bontà d'animo dell'uomo, Ethel ne chiede il nome a una ragazza che è con lui.
Ritornata a casa, vi trova Hester che sta molto male. Bisogna chiamare il medico e portarla all'ospedale. Ora Ethel non ha più nessuno che possa prendersi cura del bambino quando lei è assente. Oltretutto, è rimasta senza un soldo e non sa a che santo votarsi. È disperata, quando vede tra i panni lavati da Hester anche un pacchetto indirizzato a Clarke, suo cliente. Ethel decide di mettere il suo piccolo tra i panni, convinta che un uomo così gentile non potrà non prendersi cura di lui. Il piano ha successo e Clarke accetta a casa sua il bambino. Mette anche un annuncio per una nurse: Ethel, quando lo vede, risponde subito, venendo assunta per il posto.
Un giorno, però, la governante di Clarke sospetta che lei possa essere la madre del piccolo trovatello e corre a raccontarlo al padrone. L'uomo non ci crede ma va comunque a chiedere spiegazioni a Ethel: lei gli confessa la verità e il suo racconto così toccante intenerisce Clarke che le dice che ormai il bambino appartiene alla casa e anche lei ormai ne fa parte. Potrà restarvi come moglie e padrona di casa.

## Produzione
Il film fu prodotto dalla Vitagraph Company of America.

## Distribuzione
Distribuito dalla General Film Company, il film - un cortometraggio in una bobina - uscì nelle sale cinematografiche statunitensi il 9 giugno 1913.